# DBM-81 Cetina
DBM-81 Cetina je ratni brod u sastavu flote Hrvatske ratne mornarice. Prema klasifikaciji, radi se o desantnom brodu-minopolagaču klase Cetina (zapravo radi se o klasi JRM Silba). Brod je izgrađen u Brodogradilištu Brodosplit - Brodogradilište specijalnih objekata (Split), a porinut 1992. godine. U sastav flote HRM ušao je sljedeće godine.
Brod je po svom dizajnu Ro-Ro brod, na pramcu i krmi ima ulazno-izlaznu rampu. Brod je namijenjen za transport oružja i opreme ili vojnika. Također može izvoditi minopolagačke zadaće.
Brod ima posadu od 33 člana, a može i prevesti 300 vojnika.

## Naoružanje
DBM-81 Cetina naoružan je s dva dvocijevna topa AK-230 kalibra 30 mm dometa 4 km, četverocijevnim topom M-75 kalibra 20 mm dometa 3 km i četverostrukim lanserom MTU-4 za protuzračne projektile Strela-2M. Može nositi do 100 morskih mina MNS - M90 (mina nekontaktna sidrena).
- Dvocijevni top AK-230
- Četverocijevni krmeni top M-75 kalibra 20/4
- Zapovjedni most

## Poveznice
|  | Zajednički poslužitelj ima još gradiva o temi DBM-81 Cetina |

- DBM-82 Krka

## Vanjske poveznice
- Desantni brod Hrvatska tehnička enciklopedija, portal hrvatske tehničke baštine. LZMK